# Nectopsyche gracilis
Nectopsyche gracilis is een schietmot uit de familie Leptoceridae. De soort komt voor in het Neotropisch en het Nearctisch gebied.